# Henri Nannen

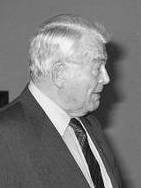
Henri Nannen 1987.

Henri Nannen född 25 december 1913 i Emden i nordvästra Tyskland, död 13 oktober 1996 i Hannover, var en tysk förläggare och publicist. Under flera år var han utgivare av och chefredaktör för den av honom grundade tyska tidskriften Stern. Nannen fick i juli 1948 tillstånd av den brittiska ockupationsmakten att genom sitt förlag Stern-Verlag Henri Nannen ge ut tidskriften Stern i Hannover. Henri Nannen var chefredaktör perioden 1948-80 och utgivare fram till 1983. 
År 1986 öppnades en konsthall i Emden med utgångspunkt i Henri Nannens konstsamling. 